# Renaud von Vendôme
Renaud de Vendôme (* vor 991; † 1017) war Bischof von Paris von 991 bis 1017 und Graf von Vendôme und Paris von 1005 bis 1017.

## Familie
Renaud stammte aus der Familie der französischen Burchardinger und war der Sohn des Grafen Burchard der Ehrwürdige und der Elisabeth Le Riche.

## Leben
Im Jahr 988 wurde er Hugo Capets Kanzler, der ihn wenig später auch zum Bischof machte. Mit der Thronbesteigung Roberts II. wurde er von der Macht verdrängt und sein Einfluss im Kronrat sank. Er zog sich mehr und mehr ins Vendômois zurück. 1005 folgte er seinem Vater als Graf von Vendôme und Paris.
Nach seinem Tod fiel Paris, das sein Vater von Hugo Capet erhalten hatte, als erledigtes Lehen an die Krone zurück, während Vendôme an Bodo von Nevers aus dem Haus Monceaux ging, den Schwiegersohn seiner Schwester Elisabeth und des Grafen Fulko III. Nerra von Anjou.